# Joel-Peter Witkin
Joel-Peter Witkin (* 13. září 1939) je současný americký fotograf. Witkinovo dílo zahrnuje především černobílé akty, zátiší a portréty, na nichž zachycuje tělesně postižené a raněné lidi, masochistické výjevy i aranžovaná mrtvá těla. V současnosti žije v Albuquerque v Novém Mexiku.

## Život

### Mládí
Witkin se narodil a vyrůstal v Brooklynu. Jeho otec byl žid, matka katolička. Náboženské rozdíly vedly oba rodiče k rozvodu. Jako malý sbíral obrázky uměleckých děl, zájem o fotografii v něm vzbudil jeho otec, který se sám chtěl stát fotografem. Vliv na jeho pozdější tvorbu měla tragická automobilová nehoda, které byl svědkem při nedělní cestě s matkou a bratrem do kostela: „Z místa kde jsem stál jsem uviděl něco se koulet od jednoho z převrácených aut. Zastavilo se to na obrubníku, na kterém jsem stál. Byla to hlava malé dívky. Sehnul jsem se abych se dotkl tváře a promluvil k ní. Než jsem tak mohl udělat, někdo mě odvedl pryč.“ V Brooklynu vychodil základní školu a nastoupil na Grover Cleveland High School. Ve svých šestnácti začal poprvé fotografovat, ještě téhož roku Edward Steichen vybral jednu z jeho fotografií pro Muzeum moderního umění v New Yorku.
V letech 1961–1964 sloužil v armádě, mimo jiné jako válečný fotograf. Po vojně získal titul BcA. na newyorské Cooper Union, kde studoval sochařství.

### Kariéra
V období 1976–1977 studoval fotografii na University of New Mexico. V té době už se začal dostávat do širšího povědomí. Fotografoval černobíle a negativy i tisky poškozoval typickými škrábanci. Jako modely svých fotografií hledal trpaslíky, hrbáče, transsexuály, vousaté ženy nebo lidi s velkými genitáliemi. Witkin sám sebe označoval za „křesťanského umělce“ a od počátku hrála v jeho díle významnou roli spiritualita a náboženská symbolika.
Inspirací mu byli klasičtí malíři jako Hieronymus Bosch, Francisco Goya, Diego Velázquez, Sandro Botticelli i Pablo Picasso nebo Joan Miró.
Zatímco ho umělecký časopis Artforum přirovnával ke svatému Františkovi, který se nezdráhal ústy líbat malomocné a pít hlen z jejich ran, jiní viděli Witkinovo umění jako perverzní, amorální nebo rouhačské.
V roce 1978 se oženil. Díky dohodám s mexickými márnicemi mohl Witkin snímat těla zemřelých, která aranžoval do nejrůznějších poloh.

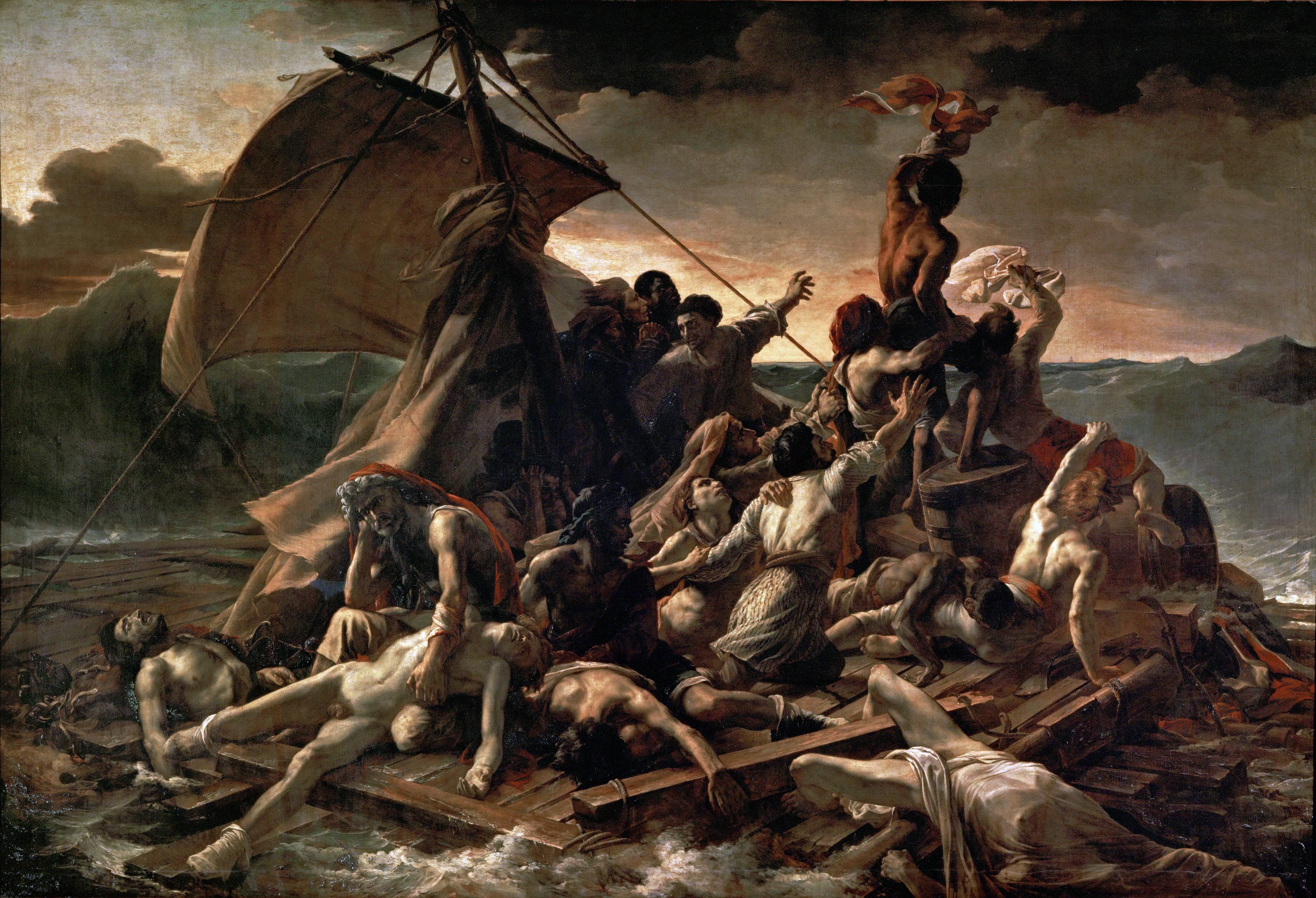
Vor Medúzy, Le Radeau de la Méduse (1817-1818)

Během osmdesátých a devadesátých let měl vliv na image kapel hrajících gothic rock či shock rock, ten je patrný například na videoklipu k písni „Closer“ od Nine Inch Nails z roku 1994, patrně nejznámějším a nejoceňovanějším videoklipu skupiny.
V roce 1987 Witkin zkomponoval snímek Un Santo Oscuro. Jeho zřejmě nejslavnější z morbidních bizarních alegorií, která není výsledek koláže ani montáže, ale pečlivé inscenace v ateliéru, kde mu modelem stojí lidé s různými deformacemi.
V roce 2006 o sobě dal vědět fotografií nazvanou The Raft of George W. Bush. Fotografie svým názvem i kompozicí odkazuje na malbu Vor Medúzy od Théodora Géricaulta, na Bushově voru mají ale všichni trosečníci tváře amerických politiků v čele s Georgem W. Bushem. Sám autor přirovnává dílo k novodobé Lodi bláznů.
Joel-Peter Witkin byl pověřen španělským ministerstvem kultury, aby vytvořil dílo s názvem Las Meninas, Nové Mexiko (1987), které odkazuje na Velázquezův obraz Dvorní dámy i na další díla španělských umělců.